# Roiz
Roiz es una localidad española, capital del municipio de Valdáliga, perteneciente a la comunidad autónoma de Cantabria. 

## Geografía
La localidad se encuentra a 50 m s. n. m. y a 58 kilómetros de la capital cántabra, Santander.

## Historia
Hacia mediados del siglo XIX, el lugar, ya por entonces perteneciente a Valdáliga, tenía contabilizada una población de 520 habitantes. Aparece descrito en el decimotercer volumen del Diccionario geográfico-estadístico-histórico de España y sus posesiones de Ultramar de Pascual Madoz con las siguientes palabras:

ROIZ: l. en la prov. y dióc. de Santander, part. jud. de San Vicente de la Barquera, aud. terr. y c. g. de Búrgos, ayunt. de Valdaliga. sit. entre los puertos del Escudo; su clima es húmedo por las vertientes de las alturas que por todas partes la rodean. Tiene unas 140 casas distribuidas en los barrios de Movellan, el Mazo, las Cuevas, la Cocina, la Vega, la Concha, Albear y Bustriguado; escuela de primeras letras; igl. parr. (El Salvador), servida por dos curas, uno de ascenso y otro de entrada que provee el diocesano en patrimoniales, y un beneficiado para el anejo de Santo Tomás; y buenas aguas potables. El terreno es de mediana calidad, aunque montuoso; por él corren las aguas del r. ó arroyo llamado Bustriguado, que recibe las que bajan del sitio llamado Rocueba, confluyendo ambos con el que viene de Treceño. Los montes están poblados de robles, hayas, castaños, nogales, manzanos, y otros árboles y arbustos. prod.: poco trigo, maiz, alubias, verduras y pastos; cria ganados; caza de varios animales, y pesca de truchas y otros peces. Hay canteras de yeso, y minas de carbon de piedra y hierro. pobl.: 110 vec., 520. contr.: con el ayuntamiento. La parr. de este pueblo, fue en lo ant. habitacion de monges: el santuario de San Juan Bautista parece ser de mucha antigüedad; y en el barrio llamado de Movellan, que es donde se halla, nació el insigne arquitecto y matemático Juan de Herrera.
(Madoz, 1849, p. 544)

## Geografía humana

### Organización territorial
La entidad singular de población está conformada por los siguientes núcleos de población:
- Bustillo
- Bustriguado
- La Cocina
- La Concha
- La Cotera
- Las Cuevas
- La Ganceda
- El Mazo
- Movellán
- La Puente
- El Vear
- La Vega

### Demografía
En 2023, la entidad singular de población de Roiz tenía empadronados 379 habitantes.